# Antonito
Antonito é uma cidade localizada no estado americano de Colorado, no Condado de Conejos.

## Demografia
Segundo o censo americano de 2000, a sua população era de 873 habitantes.
Em 2006, foi estimada uma população de 832, um decréscimo de 41 (-4.7%).

## Geografia
De acordo com o United States Census Bureau tem uma área de
1,0 km², dos quais 1,0 km² cobertos por terra e 0,0 km² cobertos por água. Antonito localiza-se a aproximadamente 2405 m acima do nível do mar.

## Localidades na vizinhança
O diagrama seguinte representa as localidades num raio de 48 km ao redor de Antonito.